# دینامیک خودرو
دینامیک خودرو (به انگلیسی: Vehicle dynamics) یا پویند خودرو از جمله دانشهای بسیار با اهمیت در زمینه خودرو است. این دانش مرتبط با کارکرد کلی خودرو و حرکت شناسی است.
این علم به خودرو به عنوان یک سیستم پویا می نگرد و تلاش در آنالیز رفتار حرکتی و واکنش آن به راننده دارد. یک خودرو از زیربخش‌های بسیاری تشکیل گردیده است، که با هماهنگی زیادی با همدیگر کار می‌کنند. از میان این زیربخش ها، سیستم محرکه و سیستم تعلیق دینامیک حرکت خودرو را دیکته می نماید و عملکرد، فرمان‌پذیری و کیفیت سواری خودروها به این سیستم‌ها وابسته است.
دینامیک خودرو دانش گسترده ای است که در برگیرنده همه وسایل نقلیه از کشتیها، هواپیماها، قطارها خودروهای ریلی با مسیر مشخص تا خودروهای با تایرهای لاستیکی می‌باشد .
برای فهم دینامیک خودروهای جاده ای، دانش و آگاهی از نیروها و گشتاورهای تولیدی توسط تایرهای بادی لاستیکی بر روی زمین ضروری است.

## واژه شناسی
واژه پویند از بن اکنون فعل پوییدن بعلاوه پسوند  َند ساخته شده است. این ساختار اشتقاقی در واژه هایی چون چرخند و کشند نیز دیده می شود. در این راستا توجه شود که واژه پویا نیز پیشتر برای dynamic برابرسازی شده است.